# Lillasjö (Ullareds socken, Halland)
Lillasjö är en sjö i Falkenbergs kommun i Halland och ingår i Ätrans huvudavrinningsområde.